# جوناثان غروت
جوناثان غروت هو محامي وسياسي أمريكي، ولد في 23 يوليو 1737 في لانينبورغ في الولايات المتحدة، وتوفي في 8 سبتمبر 1807 في دوفر في الولايات المتحدة. نشط حزبياً في الحزب الجمهوري الديمقراطي. وقد انتخب عضو مجلس النواب الأمريكي ‏.